# Wisconsin (rijeka)
Wisconsin je rijeka u SAD-u, lijeva pritoka rijeke Mississippi. Rijeka Wisconsin duga je 692 km, izvire na sjeveru države Wisconsin iz jezera Lac Vieux Desert, a u Mississippi se ulijeva u blizina grada Prairie du Chien u državi Wisconsin.